# Lo Crèst
Lo Crèst (en occità; oficialment Le Crest) és un municipi francès situat al departament del Puèi Domat i a la regió d'Alvèrnia-Roine-Alps. L'any 2007 tenia 1.206 habitants.

## Demografia

### Població
El 2007 la població de fet de Le Crest era de 1.206 persones. Hi havia 454 famílies de les quals 89 eren unipersonals (53 homes vivint sols i 36 dones vivint soles), 162 parelles sense fills, 154 parelles amb fills i 49 famílies monoparentals amb fills.
La població ha evolucionat segons el següent gràfic:
Habitants censats

### Habitatges
El 2007 hi havia 540 habitatges, 479 eren l'habitatge principal de la família, 24 eren segones residències i 37 estaven desocupats. 520 eren cases i 20 eren apartaments. Dels 479 habitatges principals, 428 estaven ocupats pels seus propietaris, 46 estaven llogats i ocupats pels llogaters i 5 estaven cedits a títol gratuït; 5 tenien una cambra, 12 en tenien dues, 54 en tenien tres, 146 en tenien quatre i 262 en tenien cinc o més. 369 habitatges disposaven pel capbaix d'una plaça de pàrquing. A 136 habitatges hi havia un automòbil i a 317 n'hi havia dos o més.

### Piràmide de població
La piràmide de població per edats i sexe el 2009 era:
| Homes | Edats   | Dones |
| ----- | ------- | ----- |
| 0     | 95 o +  | 1     |
| 0     | 90 a 94 | 0     |
| 2     | 85 a 89 | 7     |
| 6     | 80 a 84 | 4     |
| 8     | 75 a 79 | 15    |
| 15    | 70 a 74 | 27    |
| 20    | 65 a 69 | 18    |
| 25    | 60 a 64 | 18    |
| 32    | 55 a 59 | 27    |
| 61    | 50 a 54 | 53    |
| 52    | 45 a 49 | 61    |
| 63    | 40 a 44 | 55    |
| 40    | 35 a 39 | 52    |
| 31    | 30 a 34 | 39    |
| 26    | 25 a 29 | 22    |
| 32    | 20 a 24 | 31    |
| 37    | 15 a 19 | 34    |
| 44    | 10 a 14 | 40    |
| 41    | 5 a 9   | 28    |
| 34    | 0 a 4   | 26    |

## Economia
El 2007 la població en edat de treballar era de 852 persones, 630 eren actives i 222 eren inactives. De les 630 persones actives 593 estaven ocupades (300 homes i 293 dones) i 37 estaven aturades (17 homes i 20 dones). De les 222 persones inactives 93 estaven jubilades, 81 estaven estudiant i 48 estaven classificades com a «altres inactius».

### Ingressos
El 2009 a Le Crest hi havia 508 unitats fiscals que integraven 1.298,5 persones, la mediana anual d'ingressos fiscals per persona era de 23.463 €.

### Activitats econòmiques
Dels 33 establiments que hi havia el 2007, 1 era d'una empresa de fabricació d'altres productes industrials, 8 d'empreses de construcció, 5 d'empreses de comerç i reparació d'automòbils, 2 d'empreses de transport, 2 d'empreses d'hostatgeria i restauració, 1 d'una empresa d'informació i comunicació, 4 d'empreses immobiliàries, 6 d'empreses de serveis, 2 d'entitats de l'administració pública i 2 d'empreses classificades com a «altres activitats de serveis».
Dels 7 establiments de servei als particulars que hi havia el 2009, 2 eren paletes, 1 fusteria, 2 lampisteries, 1 electricista i 1 perruqueria.
L'únic establiment comercial que hi havia el 2009 era una botiga de menys de 120 m².
L'any 2000 a Le Crest hi havia 9 explotacions agrícoles que ocupaven un total de 93 hectàrees.

## Equipaments sanitaris i escolars
El 2009 hi havia una escola elemental.

## Poblacions més properes
El següent diagrama mostra les poblacions més properes.